# Мондо
Мондо — составная часть названия ряда документальных фильмов, как правило, касающихся сенсационных тем и явлений. Часто напоминают собой псевдо-документальные фильмы. Также это стиль документального кино, задаваемый образчиками жанра.
Название произошло от прародителя жанра — «Mondo Cane» (ит. «Собачий мир», 1962 г.), популярного в своё время фильма, снятого Гуальтьеро Якопетти. Как правило, даже в переводах названий составная часть «мондо» остаётся. Создатели этих фильмов стремятся превзойти друг друга в степени потрясения зрителя, чтоб привлечь как можно большую аудиторию. Типичные темы мондо — жестокость к животным, несчастные случаи, обряды инициации, тайная медицина отсталых племён. Зачастую задействованы также и актёры, хотя создатели фильмов утверждают, что их цель — показывать лишь «реальность». В наше время мондо обычно относят к кэмпу.
Фильм Русса Майера «Mondo Topless» был одним из немногих «документальных» фильмов, до видео-эры запрещённых к показу в дневное время (Полуночные фильмы), поскольку исследовал стрип-клубы Сан-Франциско 1960-х гг., в то время, как на остальной территории США стрип-клубы были в новинку, их распространение ограничивалось в основном портовыми городами.
Другими примерами фильмов такого рода являются «Mondo di Notte» Джанни Пройя, «Mondo Balordo» Роберто Бьянки Монтеро и «Mondo Ford» Риккардо Фрателли.
Восьмидесятые годы стали свидетелем возрождения мондо: теперь они в основном фокусировались на изображении смерти в различных её видах, а не на мировых культурах. Одним из наиболее известных примеров мондо такого типа является серия «Лица смерти». Производители в это время всё ещё используют подделки, выдаваемые ими за реальность.
Мондо в XXI веке трансформировались в яркие, крикливые кровавые спектакли, что демонстрируют сериалы «Faces of Gore» и «Traces of Death». На сегодняшний день фильмы в жанре Мондо всё чаще опираются на документацию описываемых событий.

## Сериал Mondo Cane
- Mondo cane («Собачий мир») (1962). Италия. Режиссёр и авторы сценария: Гуальтьеро Якопетти, Паоло Кавара, Франко Э. Проспери (итал. Franco Prosperi). Композиторы: Риц Ортолани и Нино Оливьеро. Полное время: 108 минут. R-rated run time: 85 минут.
- La Donna nel Mondo (1963). Италия. Режиссёр и авторы сценария: Франко Э. Проспери, Паоло Кавара, Гуальтьеро Якопетти. Композиторы: Риц Ортолани, Нино Оливьеро. Полное время: 107 минут.
- Mondo cane 2 (1963). Италия. Режиссёр и авторы сценария: Франко Э. Проспери, Гуальтьеро Якопетти. Композитор: Нино Оливьеро. Полное время: 95 минут. R-rated run time: 76 минут.
- Africa Addio («Прощай, Африка») (1966). Италия. Режиссёр и авторы сценария: Гуальтьеро Якопетти, Франко Проспери. Композитор: Риц Ортолани. Полное время: 139 минут. Полное время англоязычной версии: 128 минут. R-rated version: 80 минут.
- Addio Zio Tom (1971). Италия. Режиссёр и авторы сценария: Гуальтьеро Якопетти, Франко Проспери. Композитор: Риц Ортолани. Полное время: 136 минут. Полное время англоязычной версии: 123 минуты.

## Братья Кастильони
В 1969 году братья Анджело и Альфредо Кастильони начали снимать серию мондо-фильмов, длившуюся до начала 80-х гг. Всего было снято пять фильмов в рамках, заданных Якопетти и Проспери, родоначальников мондо. Каждый фильм исследует дикое и жестокое поведение африканского континента. Эти фильмы известны как одни из самых живописных в истории мондо.
- Africa Segreta (или «Таинственная Африка») (1969). Италия. Режиссёры: Анджело Кастильони, Альфредо Кастильони. Композитор: Анджело Франческо Лаваньино. Полное время: 103 минуты.
- Africa Ama (или «Африка как она есть») (1971). Италия. Режиссёры: Анджело Кастильони, Альфредо Кастильони. Композитор: Анджело Франческо Лаваньино.
- Magia Nuda (или «Mondo Magic») (1975). Италия. Режиссёры: Анджело Кастильони, Альфредо Кастильони. Композитор: Закар.
- Addio Ultimo Uomo (или «Последний дикарь») (1978). Италия. Режиссёры: Анджело Кастильони, Альфредо Кастильони. Композитор: Франко Годи.
- Africa Dolce e Selvaggio (или «Ужасающая Африка») (1982). Италия. Режиссёры: Анджело Кастильони, Альфредо Кастильони. Композитор: Франко Годи.

## Дикая трилогия
Антонии Климати, оператор-постановщик Проспери и Якопетти, в 1974 году вместе с Марио Морра создали ряд своих мондо, получивший название «Дикая трилогия». Франко Проспери выступил в роли продюсера. Климати с Моррой прославились постановкой некоторых сцен из этих фильмов.
- Ultime Grida Dalla Savana: La Grande Caccia (или «Дикий человек — дикий зверь») (1974). Италия. Режиссёры и авторы сценария: Антонио Климати, Марио Морра. Композитор: Карло Савина. Полное время: 100 минут.
- Savana Violenta (или «Этот жестокий мир») (1976). Италия. Режиссёры и авторы сценария: Антонио Климати, Марио Морра. Композиторы: Гуидо Де Анджелис, Маурисио Де Анджелис.
- Dolce e Selvaggio (или «Сладкий и жестокий») (1983). Италия. Режиссёры и авторы сценария: Антонио Климати, Марио Морра. Композитор: Даниэль Патуччи.

## Макс Стил
В конце 1980-х годов Стельвио Масси, он же Макс Стил, снял две новые серии в дополнение к «Mondo Cane», в различных видеоверсиях известные также как «Mondo Cane 3» и «Mondo Cane 4».
- Mondo Cane Oggi (или «Mondo Cane 3») (1986). Италия. Режиссёр и постановщик: Стельвио Масси (Макс Стил). Полное время: 78 минут.
- Mondo Cane 2000: l’Incredibile (или «Mondo Cane 3») (1988). Италия. Режиссёр и постановщик: Стельвио Масси (Макс Стил).

## Фильмы о смерти
- «Лица смерти» 1978 года сделали популярным новое течение в мондо, под названием «фильмы о смерти», полностью состоящее из изображения смерти людей и животных. Последовало несколько продолжений, большинство из которых использовало или полностью состояла из материалов других мондо или фильмов о смерти.
- «Лики смерти» (1978—1996) (6 частей). Режиссёр и автор сценария: Джон Алан Шварц.
  - «The Worst of Faces of Death» (1987). Режиссёр и автор сценария: Джон Алан Шварц. Собрание видео из первых трех фильмов «Ликов смерти».
  - «Faces of Death: Fact or Fiction?» (1999). Режиссёр: Джон Алан Шварц. Авторы сценария: Джон Алан Шварц, Джеймс Б. Шварц. Документальный фильм о фильме «Лики смерти».
- Des Morts (или «Из мёртвых») (1981). Режиссёр и авторы сценария: Жан-Поль Фербу, Доминик Гарни, Тьерри Зено. Композитор: Ален Пьер. Полное время: 105 минут.
- «The Traces of Death Series» (1993—2000) (5 частей). Режиссёр и автор сценария: Дэмон Фокс.
- «The Faces of Gore Series» (1999—2000) (3 части). Режиссёр и автор сценария: Тодд Тьерсланд.
  - «The Best of Faces of Gore» (2000). Режиссёр и автор сценария: Тодд Тьерсланд. Собрание видео из сериала «Faces of Gore».

## Прочие
- Mondo Nudo (1963). Италия. Режиссёр: Франческо Де Фео. Автор сценария: Джанкарло Фуско, Джузеппе Маротта. Композитор: Тео Усуэлли.
- Il Pelo nel Mondo (1964). Италия. Режиссёр и авторы сценария: Антонио Маргерити, Марко Викарио. Композиторы: Бруно Николаи, Нино Оливьеро.
- Kwaheri: Vanishing Africa (1964). США. Режиссёры: Тор Л. Брукс, Байрон Чудноу. Автор сценария: Майкл Виттес. Композитор: Байрон Росс.
- I Malamondo (1964). Италия. Режиссёр: Паоло Кавара. Авторы сценария: Гуидо Кастальдо, Паоло Кавара, Уго Грегоретти, Франческо Торти. Композитор: Эннио Морриконе.
- Le Schiave Esistono Ancora (или «Мировая работорговля сегодня») (1964). Италия. Режиссёры: Малено Маленотти, Роберто Маленотти, Фолько Квиличи. Авторы сценария: Баккио Бандини, Джанфранко Кальдерони, Роберто Маленотти. Композитор: Тео Усуэлли.
- Mondo Balordo (1964). Италия. Режиссёр: Роберто Бьянки Монтеро. Авторы сценария: Гуидо Кастальдо, Франческо Торти. Композиторы: Кориолано Гори, Нино Россо.
- Mondo Topless (1966). США. Режиссёр: Русс Майер. Музыка: The Aladdins.
- Mondo Freudo (1966). США. Режиссёр: Ли Фрост. Музыка: Родни Ли Бермингэм, The Duvals, Чак Морган, Билл Вайлд.
- Mondo Bizarro (1966). США. Режиссёр и автор сценария: Ли Фрост. Композитор: Лоренс Фон Латтман.
- «Швеция: ад и рай» (1968). Италия. Режиссёр и автор сценария: Луиджи Скаттини. Композитор: Пьеро Умилиани.
- Shocking Asia (1974). ФРГ. Режиссёр: Рольф Олсен. Авторы сценария: Рольф Олсен, Ингеборг тайн Штайнбах. Полное время: 94 минуты.
- Notti Porno nel Mondo (или «Mondo Erotica») (1977). Италия. Режиссёр и автор сценария: Бруно Маттеи. Композитор: Джанни Маркетти.
- Brutes and Savages (1978). США. Режиссёр: Артур Дэвис. Автор сценария: Дженни Кравен. Композитор: Рис Ортолани.
- The Killing of America (1982). США. Режиссёры: Шелдон Ренан, Леонард Шрадер. Авторы сценария: Чико Шрадер, Леонард Шрадер. Композиторы: В. Майкл Льюис, Марк Линдсей. Полное время: 90 минут. Запрещен на телевидении в 2001 году.